# Allerseelen

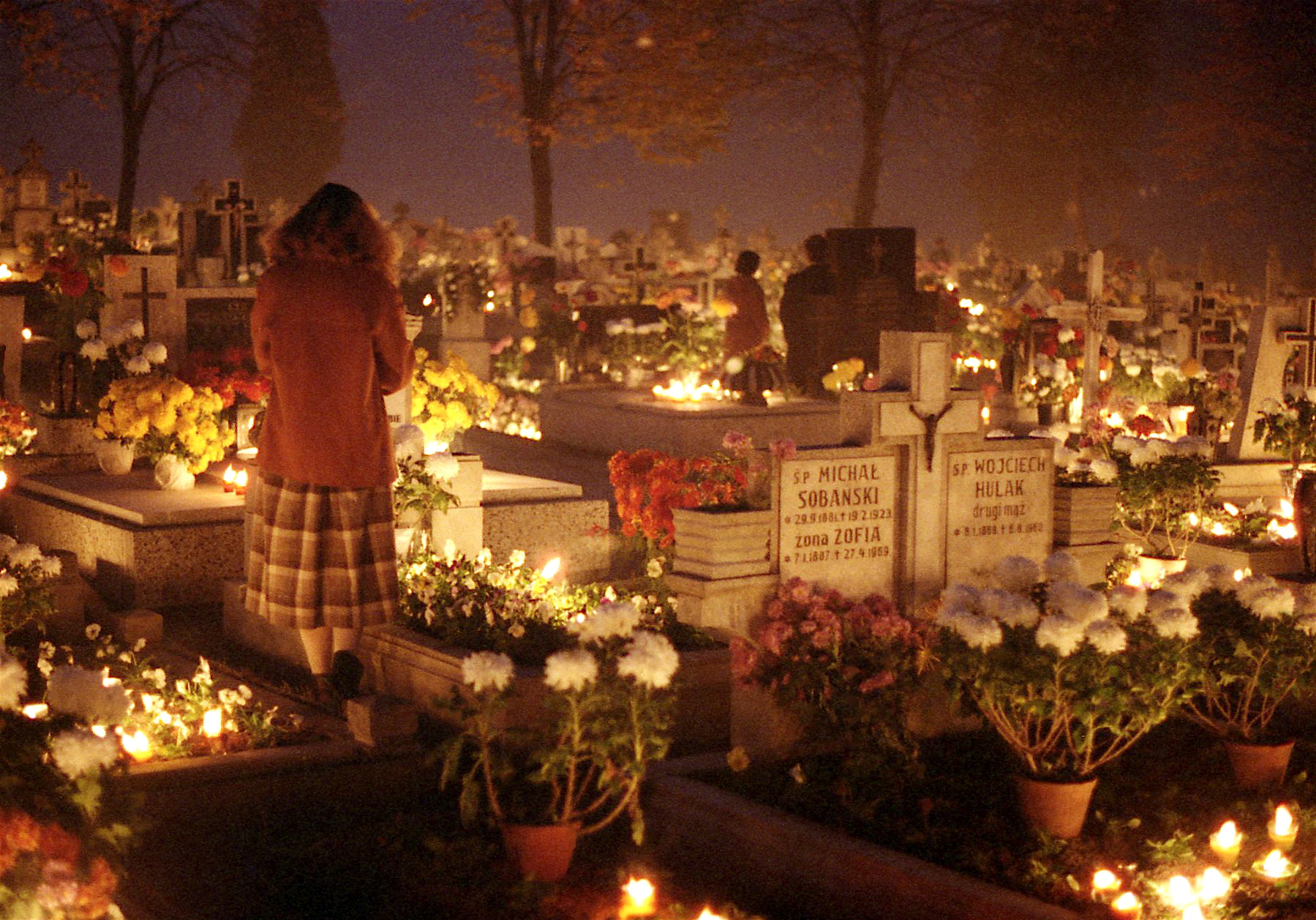
Geschmückter Friedhof zu Allerseelen in Oświęcim (1984)

An Allerseelen (lateinisch [Dies] in commemoratione omnium fidelium defunctorum, „Tag des Gedenkens an alle verstorbenen Gläubigen“) begeht die römisch-katholische Kirche das Gedächtnis ihrer Verstorbenen. Das Gedächtnis aller Seelen wird im Kirchenjahr am 2. November als Hochfest begangen, einen Tag nach dem Hochfest Allerheiligen. Durch Gebet, Fürbitte, Almosen und Friedhofsgänge gedenken die Menschen aller Armen Seelen im Fegefeuer und wenden ihnen Ablässe zu. In der römisch-katholischen Kirche hat der Allerseelenablass daher eine besondere Bedeutung.
Zum Brauchtum des Allerseelentages gehört die Segnung der Gräber auf den Friedhöfen. Sie findet mancherorts am darauffolgenden Wochenende statt, in Ländern, wo Allerheiligen ein arbeitsfreier Feiertag ist, häufig bereits am Nachmittag von Allerheiligen.
In Österreich ist Allerseelen zwar kein gesetzlicher Feiertag, es findet jedoch an den öffentlichen Schulen kein Unterricht statt und an einigen Universitäten ist der Tag vorlesungsfrei.

## Ursprung
Der Allerseelentag am 2. November geht auf Abt Odilo von Cluny zurück; er hat diesen Gedenktag in allen von Cluny abhängigen Klöstern eingeführt. Das Dekret Odilos aus dem Jahr 998 ist noch erhalten. Bald wurde der Allerseelentag auch außerhalb der Klöster gefeiert. Für Rom ist er seit Anfang des 14. Jahrhunderts bezeugt. Von Cluny aus verbreitete sich der Allerseelentag in der ganzen lateinischen Kirche. Im 15. Jahrhundert wurde es in Valencia dem Priester erlaubt, zu Allerseelen drei heilige Messen an einem Tag zu feiern. Diese Gepflogenheit dehnt sich später auf ganz Spanien und Portugal aus. Aufgrund der vielen Verstorbenen des Ersten Weltkrieges gestattete Benedikt XV. diese Praxis ab 1915 für die gesamte katholische Kirche. Allerseelen ist vor allem in den Alpenländern mit zahlreichen Volksbräuchen verbunden.

## Römisch-katholische Liturgie
Allerseelen wurde durch die Reform der römisch-katholischen Liturgie nach dem Zweiten Vatikanischen Konzil in der liturgischen Rangordnung den Hochfesten des Herrn gleichgestellt und verdrängt in den Jahren, in denen es auf einen Sonntag fällt, den Sonntag im Jahreskreis. Die liturgische Farbe beim Gedächtnis aller Seelen ist schwarz oder violett, in der heiligen Messe wird kein Gloria gesungen; an die Stelle des Halleluja-Rufs tritt ein Tractus oder ein Ruf vor dem Evangelium ohne Halleluja.
Das Missale Romanum bot bis 1962 für den Allerseelentag drei verschiedene Proprien; dabei waren die Lesungstexte und Orationen verschieden, die übrigen Teile, beginnend mit dem Introitus Requiem aeternam, stimmten überein. Auch gehörte zur Liturgie der heiligen Messe als Sequenz der Hymnus Dies irae; seit der Liturgiereform kann dieser Hymnus ad libitum beim Stundengebet verwendet werden. Bei einer Zelebration der Messe nach dem Missale Romanum von 1962 kann die Sequenz weiter gesungen werden. Ein Priester durfte an diesem Tag aufgrund einer Verfügung von Papst Benedikt XV. – wie am Weihnachtsfest – dreimal die heilige Messe zelebrieren.
Der Ritus der Gräbersegnung ist ein Sakramentale und gehört liturgisch zu den frommen Übungen (pia exercitia). Er kann von einem Priester, einem Diakon oder einem vom Bischof dazu beauftragten Laien vorgenommen werden.

## Brauchtum
Der Gang zu den von den Angehörigen mit Lichtern und Gestecken geschmückten Gräbern am Allerseelentag ist bereits ab dem Jahre 1578 bezeugt. Die Gräber werden vom Priester mit Weihwasser besprengt. In der Messfeier werden mancherorts die Namen der im vergangenen Jahr verstorbenen Menschen vorgelesen.
Auf den Friedhöfen im Mainzer Raum wird die traditionelle Mainzer Kerze, der Newweling, angezündet.
Weit verbreitet ist vielerorts die Tradition, an Allerseelen sogenannte „Totenbrote“ zu backen. Hierbei handelt es sich in der Regel um Zopfgebäcke. Diese Praxis hat möglicherweise einen heidnischen Hintergrund, da es in vorchristlicher Zeit üblich war, Speisen und Getränke an die Gräber der Verstorbenen zu bringen. Auf den Abt von Cluny geht schließlich der Brauch zurück, Bedürftigen an Allerseelen Brot und Wein zu überreichen. Später schenkte man auch Speisen an reichere Leute, die im Gegenzug dazu angehalten wurden, für die Verstorbenen zu beten.
Überhaupt war Allerseelen für die Menschen früher auch magisch konnotiert. So hielt sich lange Zeit hartnäckig die Vorstellung, dass Verstorbene als Geister an diesen Tagen umherwandern und ihre Angehörigen aufsuchen. Das Gedenkfest verband sich also in den Köpfen der Gläubigen durchaus mit Aspekten des Aberglaubens.
Vielerorts, unter anderem auf den britischen Inseln, gab es einen Brauch, bei dem arme Kinder Allerseelenkuchen, sogenannte „Seelen“, erbetteln konnten. Die Vermutung liegt nahe, dass dieser Brauch über irische Auswanderer nach Amerika gelangte und hier die Wurzeln des Heischebrauchs „Trick or treat“ liegen.
Das mexikanische Totenfest Día de Muertos ging aus einer Vermischung indigener Traditionen mit dem Allerseelentag hervor.

## Staatliches Totengedenken und Gedenktage in anderen Konfessionen
- In Deutschland finden zwei Sonntage vor dem ersten Adventssonntag am Volkstrauertag Gedenkstunden im Deutschen Bundestag, in allen Bundesländern und den meisten Städten und Gemeinden statt, häufig mit Kranzniederlegungen. Ähnliche Gedenktage gibt es weltweit in zahlreichen Staaten.
- In der Selbständigen Evangelisch-Lutherischen Kirche kann der Gedenktag der Entschlafenen ebenfalls am 2. November gottesdienstlich begangen werden. In der evangelischen Kirche wird der Verstorbenen am Totensonntag oder Ewigkeitssonntag (letzter Sonntag vor dem Ersten Advent) gedacht.
- In der anglikanischen Kirche ist der 2. November der Gedenktag der im Glauben Entschlafenen.[4]
- In der Neuapostolischen Kirche wird zum Gedenken der Verstorbenen dreimal im Jahr ein Gottesdienst für Entschlafene gefeiert. Die Gottesdienste finden jeweils am ersten Sonntag im Juli, im März und im November statt. Diese Regelung gilt seit Juli 1954 weltweit.[5]
- In der syrisch-orthodoxen Kirche wird der Ruhetag aller Verstorbenen als Feiertag am Ostermontag begangen.